# Rampur Naikin
Rampur Naikin é uma cidade e uma nagar panchayat no distrito de Sidhi, no estado indiano de Madhya Pradesh.

## Demografia
Segundo o censo de 2001, Rampur Naikin tinha uma população de 9901 habitantes. Os indivíduos do sexo masculino constituem 52% da população e os do sexo feminino 48%. Rampur Naikin tem uma taxa de literacia de 54%, inferior à média nacional de 59.5%: a literacia no sexo masculino é de 65% e no sexo feminino é de 42%. Em Rampur Naikin, 18% da população está abaixo dos 6 anos de idade.